# Nōbi-Erdbeben 1891
Das Nōbi-Erdbeben (濃尾地震) war ein schweres Erdbeben, das sich am 28. Oktober 1891 in der Nōbi-Ebene (Provinz Mino, Provinz Owari) in Japan ereignete. Es ist eines der größten Erdbeben in der japanischen Geschichte.

## Geschichte
Das Beben ereignete sich in den Morgenstunden (6:38 Uhr) des 28. Oktobers 1891. Das Epizentrum lag nahe Nagoya. Die Auswirkungen waren in ganz Japan spürbar. Die Städte Gifu und Ogaki wurden schwer beschädigt, auch durch den Ausbruch von Bränden. Bei dem Beben kamen 7.273 Personen ums Leben und 17.175 wurden schwer verwundet. 192.000 Häuser stürzten ein. Es entstanden Bodenrisse mit bis zu 80 km Länge und die größte horizontale Verschiebung betrug 8 m. Das Wetterobservatorium in Gifu registrierte mehr als 3.000 Nachbeben innerhalb von 14 Monaten nach dem Ereignis.
1893 veröffentlichten der Seismologe John Milne und der Ingenieur und Fotograf W. K. Burton (1856–1899) in Yokohama einen Fotoband, der die Auswirkungen des Erdbebens auf die Umwelt und das Leben der Bevölkerung dokumentiert. Die Fotografien wurden von dem japanischen Fotografen, Drucker und Verleger Ogawa Kazumasa (1860–1929) gedruckt.

## Neodani-Verwerfung
Die entstandene Neodani-Verwerfung wurde 1952 als nationales besonderes Naturdenkmal ausgewiesen.